# Артен (Лоара)
Артен (фр. Arthun) насеље је и општина у источној Француској у региону Рона-Алпи, у департману Лоара која припада префектури Монбризон.
По подацима из 2011. године у општини је живело 525 становника, а густина насељености је износила 37,82 становника/km². Општина се простире на површини од 13,88 km². Налази се на средњој надморској висини од 400 метара (максималној 502 m, а минималној 346 m).

## Демографија
| 1962. | 1968. | 1975. | 1982. | 1990. | 1999. | 2011. |
| ----- | ----- | ----- | ----- | ----- | ----- | ----- |
| 407   | 410   | 423   | 473   | 450   | 461   | 525   |

График промене броја становника у току последњих година